# قرار مجلس الأمن التابع للأمم المتحدة رقم 947
قرار مجلس الأمن التابع للأمم المتحدة رقم 947، المتخذ بالإجماع في 30 أيلول / سبتمبر 1994، بعد التذكير بجميع القرارات المتعلقة بالحالة في يوغوسلافيا السابقة بما في ذلك القرار 908 (1994)، ناقش المجلس الوضع في كرواتيا ومدد ولاية قوة الحماية التابعة للأمم المتحدة حتى 31 مارس 1995.
أراد مجلس الأمن التوصل إلى حل تفاوضي للصراع في يوغوسلافيا السابقة، وتم التأكيد على الاحترام المتبادل للحدود الدولية بين دول المنطقة. لم يتم بعد تنفيذ الجوانب الرئيسية لخطة الأمم المتحدة للسلام وخاصة القرار 871 (1993). وفي غضون ذلك، لعبت قوة الحماية دورًا مهمًا في منع الأعمال العدائية وتهيئة الظروف لتحقيق تسوية سلمية شاملة.
بموجب الفصل السابع من ميثاق الأمم المتحدة، مدد المجلس ولاية قوة الحماية حتى 31 مارس 1995 وحث جميع الأطراف على التعاون مع قوة حفظ السلام وضمان حرية تنقلها. طُلب من الأمين العام بطرس بطرس غالي أن يقدم تقريراً إلى المجلس بحلول 20 كانون الثاني / يناير 1995 عن حالة خطة الأمم المتحدة للسلام في كرواتيا، وفي هذا الصدد ستتم مراجعة ولايتها. كما كان عليه أن يقدم تقريراً عن التقدم المحرز في فتح الطرق والسكك الحديدية أمام المناطق المحمية للأمم المتحدة وبقية كرواتيا، وإمدادات المياه والطاقة، وفتح خط أنابيب النفط الأدرياتيكي.
وأعيد تأكيد حق جميع النازحين في العودة إلى ديارهم بمساعدة المجتمع الدولي. جميع التصريحات والالتزامات التي تم التعهد بها تحت الإكراه، لا سيما فيما يتعلق بالأرض، كانت باطلة. وأُعرب عن القلق من أن اتفاقات وضع القوات لم توضع في صيغتها النهائية كرواتيا ومقدونيا وجمهورية يوغوسلافيا الاتحادية وصربيا والجبل الأسود، ودُعي الجميع إلى إبرام الاتفاقات دون تأخير.
ودُعي صرب البوسنة إلى احترام السلامة الإقليمية لكرواتيا، وضرورة استكمال استعادة السلطة في المناطق الوردية تحت إشراف قوة الأمم المتحدة للحماية لتجنب المزيد من زعزعة الاستقرار في المنطقة.

## روابط خارجية
- نص القرار في undocs.org